# Лоралай (округ)
Лоралай (урду ضلع لورالائی‎, англ. Loralai District) — один из 30 округов пакистанской провинции Белуджистан.
Административный центр — город Лоралай.

## География
Площадь округа — 9 830 км². На севере граничит с округом Килла-Сайфулла, на западе — с округами Харнай и Зиарат, на юго-западе — с округом Сиби, на юге — с округом Кохлу, на юго-востоке — с округом Баркхан, на северо-востоке — с округами Мусахель и Жоб.

## Административно-территориальное деление
Округ делится на два техсила:
- Дуки
- Лоралай

## Население
По данным переписи 1998 года, население округа составляло 297 555 человек, из которых мужчины составляли 53,16 %, женщины — соответственно 46,84 %. Уровень грамотности населения (от 10 лет и старше) составлял 20,5 %. Уровень урбанизации — 11,76 %. Средняя плотность населения — 30,27 чел./км².